# Perry, Oklahoma
Perry är en ort (city) i Noble County i delstaten Oklahoma i USA. Orten hade 4 484 invånare, på en yta av 20,14 km² (2020). Perry är administrativ huvudort (county seat) i Noble County.